# 시편 교향곡
시편 교향곡은 신고전주의 시대인 1930년 이고르 스트라빈스키가 작곡한 3악장의 합창 교향곡이다. 이 작품은 보스턴 교향악단의 50주년을 기념하기 위해 세르게이 쿠세비츠키가 의뢰했다. 교향곡의 이름은 합창 부분에서 시편 텍스트를 사용하는 데서 유래한다.
스트라빈스키에 따르면, 이 작품에 대한 커미션은 스트라빈스키의 발행인이기도 한 쿠세비츠키가 합창 없이 오케스트라를 위해 "인기 있는" 곡을 쓰라는 "일상적인 제안"에서 비롯되었다. 그러나 스트라빈스키는 그가 얼마 동안 염두에 두었던 시편 교향곡 아이디어를 주장했다. 그러나 시편 150편을 선택한 것은 부분적으로 그 본문의 인기 때문이었다.
이 작품은 보스턴 심포니 오케스트라를 위해 작성되었지만 실제로 세계 초연은 1930년 12월 13일 에르네스트 앙세르메의 지휘 하에 브뤼셀 필하모닉 소시에 의해 브뤼셀에서 이루어졌다.
스트라빈스키의 다른 많은 작품과 마찬가지로 시편의 교향곡은 때때로 8음음계를 사용한다.
스트라빈스키는 작곡 기법을 통해 텍스트의 종교적 성격을 묘사한다. 그는 르네상스와 바로크 시대에 교회에서 널리 사용되었던 푸가 대위법으로 작품의 상당 부분을 썼다. 그는 또한 큰 합창을 사용하여 교회와 같은 의식 분위기를 조성한다.

## 악기 편성
클라리넷, 바이올린, 비올라는 빠져있다.
- 목관악기: 플루트5(제5는 피콜로 같이 연주), 오보에4, 잉글리시 호른, 바순3, 콘트라바순
- 금관악기: 호른(바)4, 트럼펫(다)4, 피콜로 트럼펫(가)[1], 트롬본3, 튜바
- 타악기: 팀파니, 큰북
- 건반악기: 피아노
- 현악기: 하프, 저음 현악기(첼로, 더블베이스)
- 혼성 4부 합창